# Epiplema rufula
Epiplema rufula är en fjärilsart som beskrevs av W. Warren 1900. Epiplema rufula ingår i släktet Epiplema och familjen Uraniidae. Inga underarter finns listade i Catalogue of Life.